# ناصر بنمرة
ناصر بنمرة (12 يونيو 1989 بزرالدة في الجزائر - ) هو لاعب كرة قدم جزائري في مركز الوسط. شارك مع منتخب الجزائر تحت 23 سنة لكرة القدم. أما مع النوادي، فقد لعب مع اتحاد البليدة ونادي غويونيون.

## وصلات خارجية
- ناصر بنمرة على موقع قاعدة بيانات كرة القدم.إي يو (الإنجليزية)
- ناصر بنمرة على موقع Soccerway.com (الإنجليزية)